# Collegium Albertinum (Königsberg)

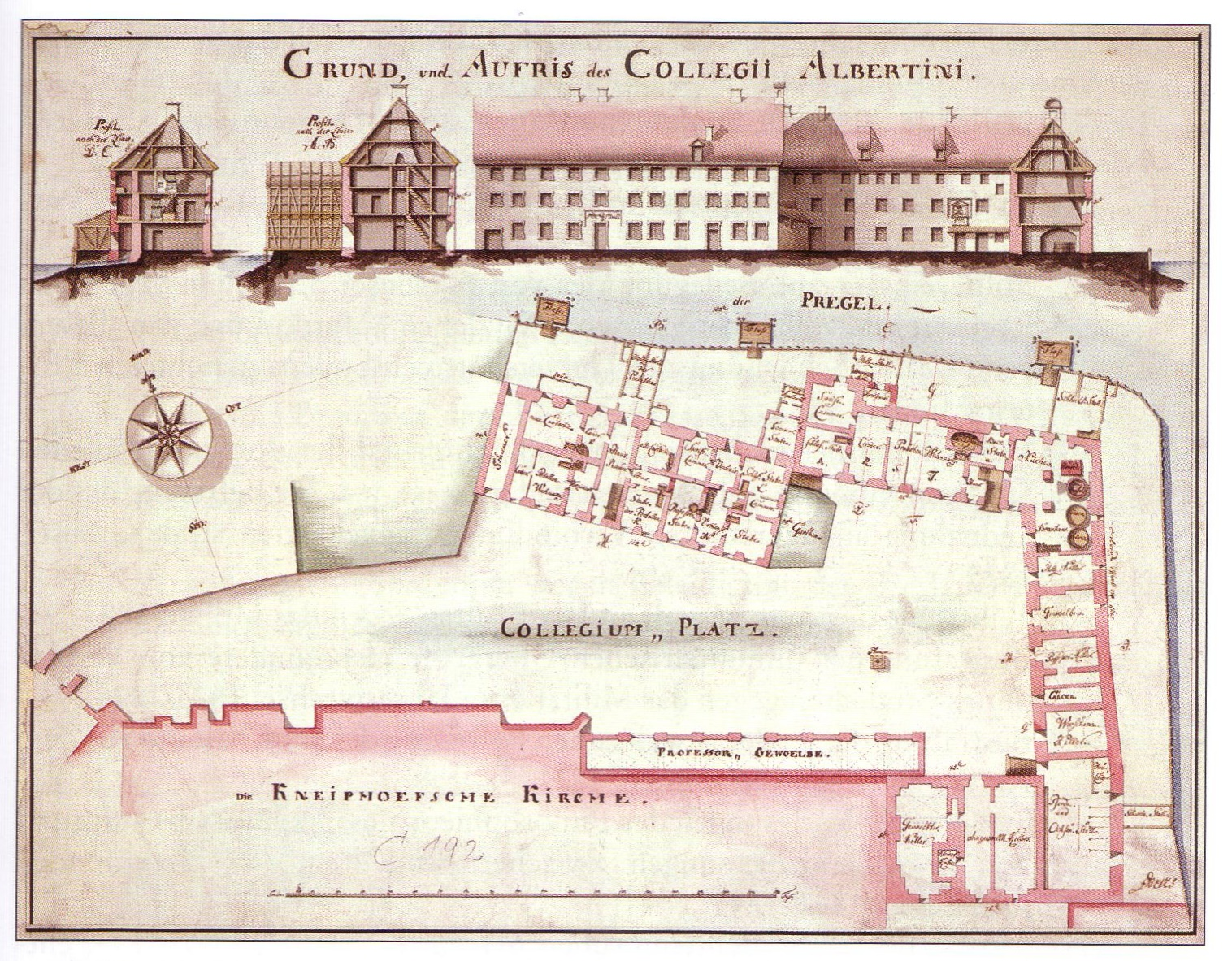
Aufriss von Albertinum und nördlicher Domhälfte (1810)

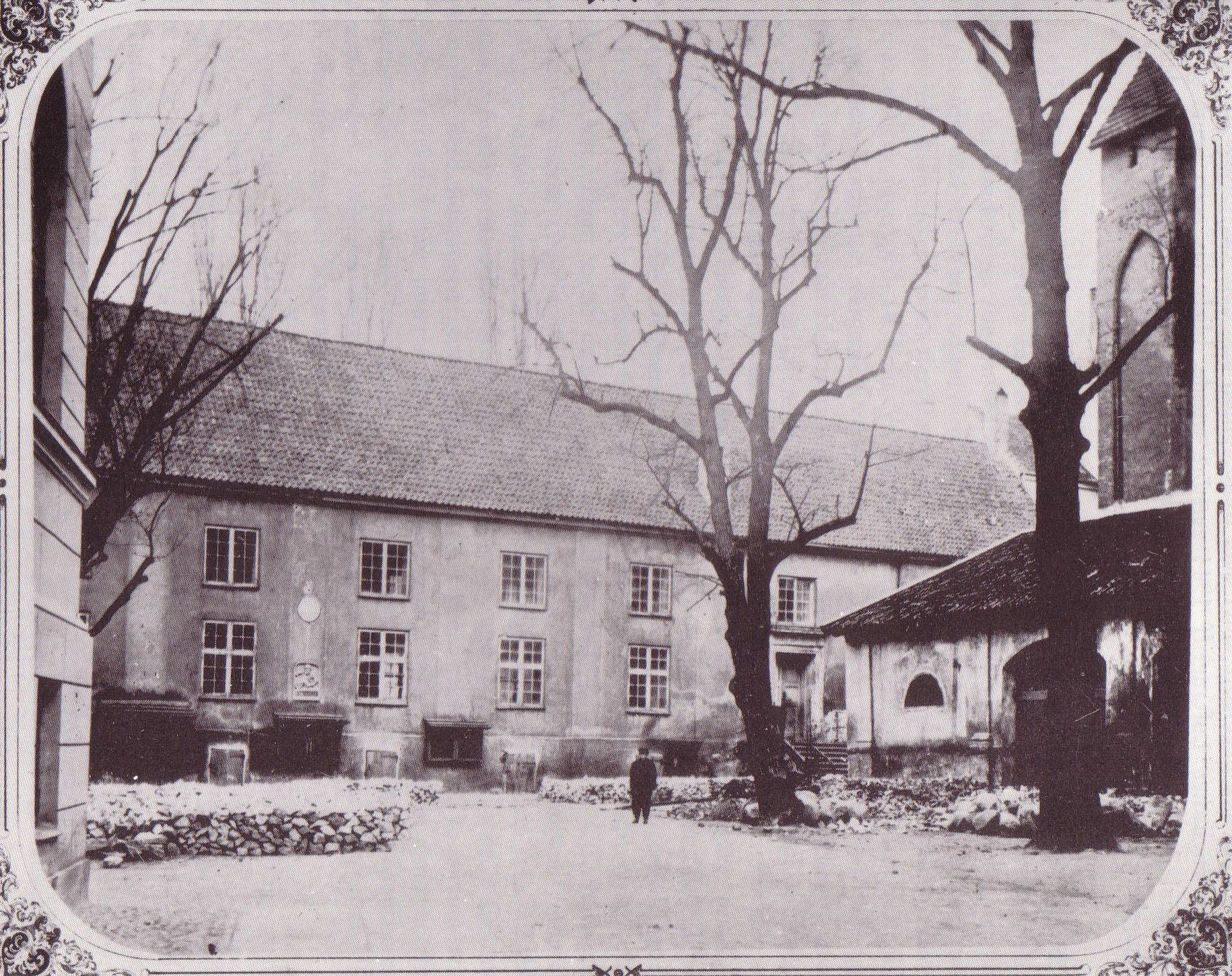
Domhof mit Albertinum und Stoa Kantiana (Unikat, 1870)

Das Collegium Albertinum war das älteste Gebäude der Albertus-Universität. Es stand hinter dem Königsberger Dom am Pregel. 

## Geschichte
1528 kaufte  Herzog Albrecht einen Teil des domkapitularen Grundbesitzes auf Königsbergs Dominsel  zurück und überließ ihn  dem damals noch selbständigen  Kneiphof. Mit Baumaterial und Geldzuschüssen der Städte Altstadt (Königsberg) und Löbenicht und des Bischofs von Samland wurde 1540/41 eine neue Schule gebaut, wo früher die Domherren gewohnt hatten. Sie wurde am 11. Dezember 1542 als Partikularschule eingeweiht. Als akademisches Gymnasium sollte sie die Grundlagen für einen Universitätsbesuch legen.
Am 20. Juli 1544 wurde sie als Universität gestiftet und am 17. August 1544 als Collegium Albertinum begründet. Die Bezeichnung „Albertina“ kam erst im 17. Jahrhundert in Gebrauch. Geschmückt mit dem steinernen Albertus, barg das Gebäude ein Auditorium maximum und Wohnräume. Die Professoren hielten ihre Vorlesungen zuhause.
Als 1861 die Neue Universität am Paradeplatz eingeweiht worden war, kam das Collegium Albertinum in den Besitz der Stadt. Zunächst vermietet, nahm es ab 1875 die Stadtbibliothek Königsberg und das Stadtarchiv Königsberg auf.
Bei den Luftangriffen auf Königsberg brannte es Ende August 1944 aus. Die Trümmer wurden von der Stadtverwaltung Kaliningrads abgeräumt.

## Neues Collegium
1569 entstand unter Herzog Albrecht Friedrich das größere „Neue Collegium“ mit Vorlesungsräumen am Nordufer der Dominsel.  1864 wurde es abgerissen. An seine Stelle kam das Kneiphöfische Gymnasium. 

## Domhof
Der Platz zwischen den beiden Gebäuden und dem Dom, der Universitätskirche, hieß Domhof. Schon Herzog Albrecht hatte ihn als Freistätte für Obdachlose ausgewiesen.